# انتقال فعال سلولی
منظور از انتقال فعال (به انگلیسی: Active transport) جابجایی مولکول‌ها یا یون‌ها در عرض غشای سلولی با مصرف انرژی (برخلاف جهت غلظت یا فشار یا بار الکتریکی) است.

## تعریف انتقال فعال
گروهی از پروتئین‌های انتگرال به عنوان پروتئین‌های حامل برای انتقال دادن موادی عمل می‌کنند که در جهتی خلاف جهت انتشار طبیعی آنها انتقال می‌دهند که «انتقال فعال» نامیده می‌شوند.
معروفترین نمونهٔ «انتقال فعال»، پمپ سدیم پتاسیم در غشای سلول است که با مصرف آدنوزین تری فسفات یا (ATP)، سدیم را به خارج از سلول و پتاسیم را به داخل سلول می‌فرستد؛ هرچند غلظت سدیم در داخل سلول کمتر از مایع خارج سلولی است.

ای‌تی‌پی‌ایز سدیم/پتاسیم

دقت شود که انتشار ساده مولکول‌ها در عرض غشا نمی‌تواند موجب چنین فرایندی شود زیرا انتشار ساده فقط موجب تعادل غلظت در طرفین غشا می‌گردد. در این موارد وجود یک منبع انرژی لازم است تا یون‌های پتاسیم را در خلاف جهت شیب غلظتی به داخل انتقال دهد و سدیم را به بیرون براند.
نمونه های دیگر انتقال فعال :
- پمپ سدیم-پتاسیم
- پروتئین ناقل آمینواسید و گلوکز (در سلول های پوششی نفرون کلیه و استوانه ای روده)
- پروتئین ناقل بیکربنات و سدیم و کلر
- پروتئین انزیمی در لایه داخلی غشاء در مکانیسم اثر گلوکاگون
- پروتئین کانالی با فعالیت ATP سازی در کلروپلاست
- پروتئین کانالی با فعالیت ATP سازی در میتوکندری

## انواع انتقال فعال
بر اساس منبع انرژی لازم برای انتقال، انتقال فعال به دو نوع اولیه و ثانویه تقسیم می‌گردد. در انتقال فعال اولیه انرژی لازم مستقیماً از تجزیه ترکیباتی مانند ATP به دست می‌آید، اما در انتقال فعال ثانویه از انرژی ذخیره شده به شکل اختلاف غلظت یون‌ها در دو طرف غشای سلول استفاده می‌شود که خود آن حاصل انتقال فعال اولیه است.